# Falciot unicolor
El falciot unicolor (Apus unicolor) és una espècie d'ocell de la família dels apòdids (Apodidae) que vola sobre camp obert criant en penya-segats i coves de les illes Madeira, Salvatges i Canàries.